# عائلة العظم

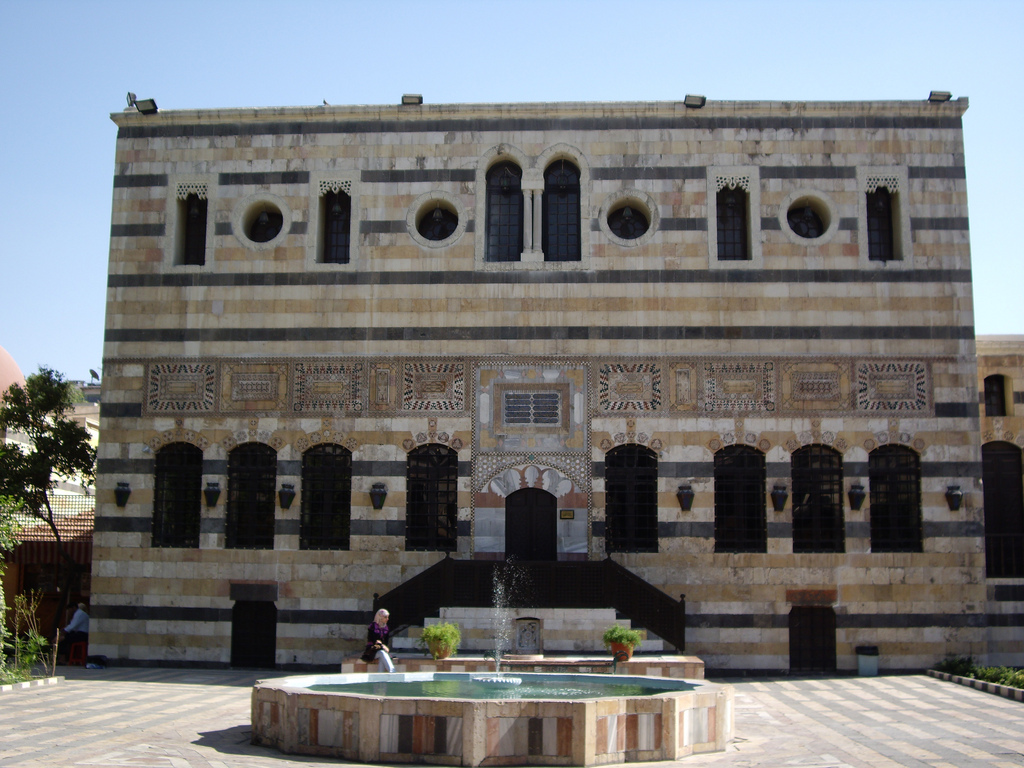
قصر العظم بمدينة دمشق

آل العظم أو عائلة العظم، هي عائلة دمشقية بارزة. بدأ نفوذهم السياسي في سوريا العثمانية في القرن الثامن عشر عندما أدار أفراد العائلة معرة النعمان وحماة. كان أحد أبناء العائلة وهو إسماعيل باشا العظم والياً على إيالة دمشق عام 1725. وبين عامي 1725 و1783، تولى أفراد العائلة، بمن فيهم أسعد باشا العظم، السلطة في دمشق لمدة 47 عاماً، كما حصلوا على تعيينات متقطعة في إيالة صيدا، وإيالة طرابلس، وحماة، وإيالة حلب، وإيالة مصر. تراجع تأثير العائلة في القرن التاسع عشر، حيث فشلت في تأسيس سلالة حقيقية.
اختلف المؤرخون حول أصول آل العظم، فمن قائل أنهم من قونية،ومن قائل إنهم من قبيلة بني عزيم العربية في حوران. بينما ذهب جمع من المستشرقون أن جذورهم من الأناضول التركية.
من آثارها قصر العظم الشهير في دمشق، الذي أنشأه أسعد باشا بن إسماعيل باشا العظم الذي كان واليا على دمشق لمدة 14 عاما، وهو قصر أثري كبير استعملته الحكومة متحفاً للتقاليد الشعبية وأنشأ كذلك قصر العظم في حماة ويستعمل متحفاً الآن. . وقد لقبت عائلة العظم بعائلة السبع وزراء، فقد تسلم الوزارة سبعة من أبنائها في مراحل زمنية مختلفة.

## صفحات من التاريخ
عمد العثمانيون إلى توطيد حكمهم عن طريق استرضاء أسرة العظم ذات القاعدة المحلية ويسروا لها أسباب النهوض اقتصادياً، آملين الإفادة من قوتها في أن تكون قاعدة للإحياء العثماني. فقام آل العظم بذلك، وأخضعوا العديد من العناصر المحلية المتمردة. وكان من أبرز نتائج ذلك إقامة العديد من عناصر النخبة المحلية علاقات مع مؤسسة الحكم العثماني المركزي. 

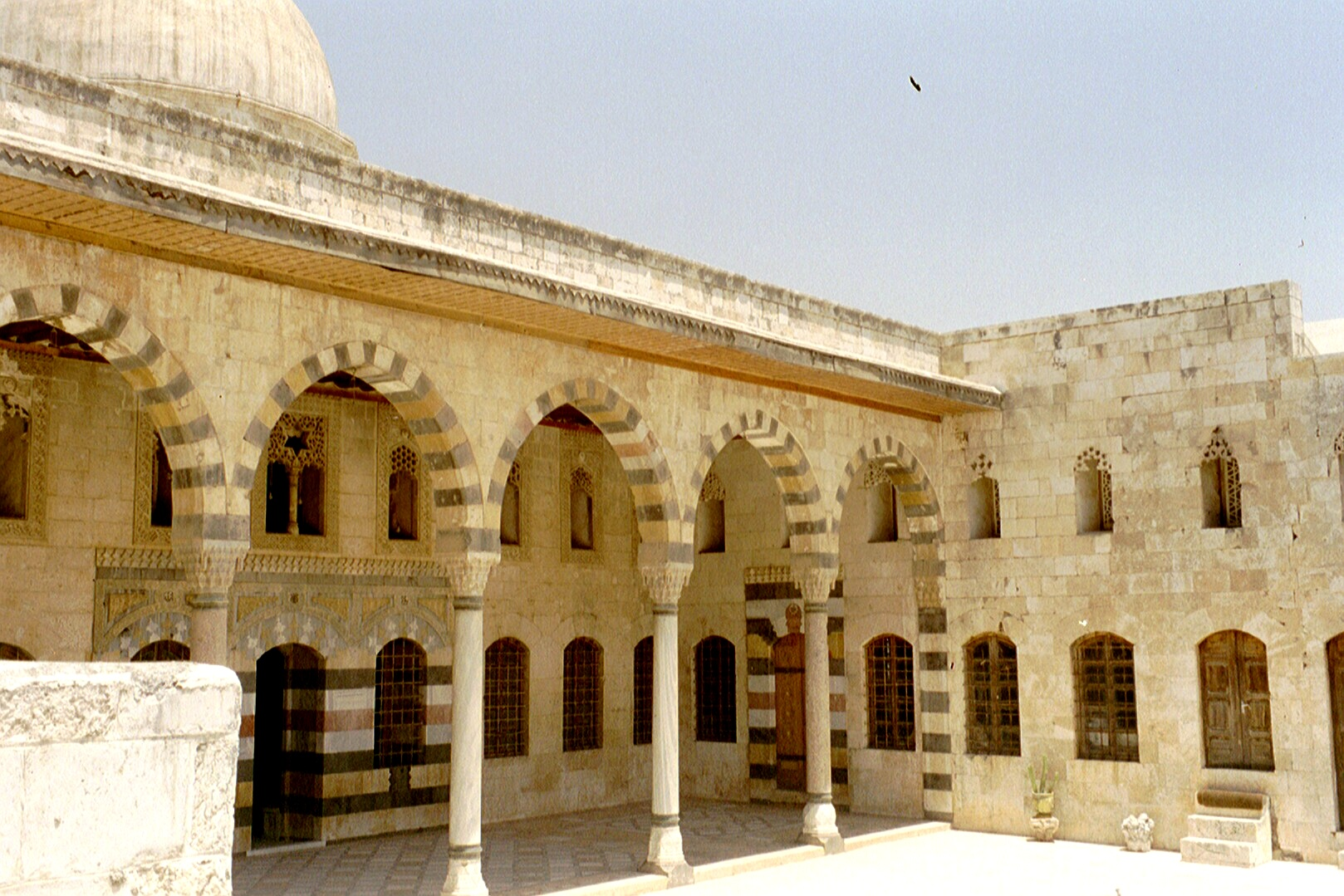
قصر العظم في مدينة حماة

وبعض الابحاث تحدثت عن الجوانب الاجتماعية من تاريخ مدينة دمشق في العهد العثماني خلال القرن الثامن عشر الميلادي وهي الفترة التي شهدت حكم ولاة آل العظم، وما رافتها من ازدهار تجاري، وحركة سكانية ونمو عمراني وذلك بفضل تطور عاملين هما : ازدهار حركة التجارة من جهة، واستقرار أمن قافلة الحج الشامي من جهة أخرى.
سطع نجم آل العظم في القرن السابع عشر حينما تحقق لجدهم الأعلى إبراهيم باشا تسلم زمام موقع عسكري في التخوم الشمالية لولاية دمشق. وقد عمل آل العظم على استعادة هيبة السلطة العثمانية في المناطق السورية في الشروط الصعبة المحيطة في تلك الفترة. فتسلموا الحكم في كافة الولايات السورية في وقت واحد في الفترات الوجيزة قبيل عام 1730 م ثم في عام 1755 م-1756 م. وكانت لهم ولاية دمشق وحدها تسع مرات بين عامي 1725 م و1808 م.
وكما ذكر سابقاً، فإن أسعد باشا بن إسماعيل باشا شيد بناءين من أجمل ما احتوت عليه المدينة من العمارات الخاصة، وهما خان أسعد باشا الشهير، وقصر العظم. وكذلك أنفق أسعد باشا الأموال في توسيع بناء المدرسة التي شيدها والده وأوقف الأوقاف لتزيين الجامع الأموي، وإصلاح طريق الحج عبر جنوب حي الميدان وبناء سور حول مقام السيدة زينب.

## شخصيات بارزة
كان لعائلة العظم دور في الجانب السياسي منذ فترة الدولة العثمانية فقد كان خمسة من أفرادها ولاة لدمشق في العهد العثماني، كان أشهرهم أسعد باشا.
و أيضاً تولى سبعة من أبنائها الوزارة في عهود مختلفة.
- إسماعيل باشا العظم ابن إبراهيم باشا كان والي دمشق ( 1725-1730) ثم والي كريت ( 1731-1732). [7] وهو والد أسعد باشا العظم.
- سليمان باشا العظم ابن إبراهيم باشا، كان والي صيدا (1727-1733) ، ووالي دمشق (1733-1738 ، 1741-1743) ، ووالي مصر (1739-1740) كان عم أسعد باشا العظم، الذي خلفه في منصب والي دمشق.
- أسعد باشا العظم
- محمد باشا العظم
- عبد الله باشا العظم
- سعد الدين باشا العظم
- نصوح باشا العظم
- حقي العظم
- صادق العظم
- محمد فوزي العظم
- خالد العظم
- إبراهيم العظم
- رفيق العظم
- جميل العظم

## وصلات خارجية
- موقع اسرة آل العظم